# Гуам (линеен крайцер, 1943)
Гуам (на английски: USS Guam (CB-2)) е линеен крайцер на ВМФ на САЩ от Втората световна война от типа „Аляска“. Вторият американски кораб с това название, присвоено му в чест на американската тихоокеанска територия – островът Гуам.
„Гуам“ започва своята служба в самия край на Втората световна война и за това неговото участие в бойните действия е сравнително кратко. От март до юли 1945 г. крайцерът действа при Окинава, подсигурявайки противовъздушната отбрана на авионосните съединения, от време на време участва в бомбардировките на японското крайбрежие. От юли до август действа против японското корабоплаване в Източнокитайско и Жълто морета. След капитулацията на Японската империя е задействан в окупацията на Корея, по-късно се използва за превозване на завръщащите се американски войски в САЩ. През февруари 1947 г. е изваден в резерва, където и пребивава до изключването му от списъците на флота през 1960 г. През същата година е продаден за скрап.

## История на създаването
На 19 юли 1940 г. Конгресът на САЩ приема програма за усилване на флота, съгласно която, в частност, се предполага да се построят 6 крайцера от този проект. Тъй като поради тяхното слабо брониране и специфично предназначение е невъзможно да се класифицират като battlecruisers (линейни крайцери), те получават неупотребяваното по-рано обозначение „голям крайцер“ (на английски: Large/Big cruiser - CB). Необичайността на новите кораби се подчертава и от техните имена – ако линкорите на САЩ се именуват в чест на щатите, а крайцерите в чест на градове, то големите крайцери получават названия в чест на чуждите владения на САЩ (Островни територии на САЩ).

## Конструкция и строителство
Линейният крайцер „Гуам“ има следните главни размери: максимална дължина – 246,43 м, газене – 9,7 м. Проектната водоизместимост на крайцера съставлява 30 257 т, пълната – 34 803 т. Главната енергетична установка се състои от четири турбозъбчати агрегата „Дженерал Илектрик“, всеки от които работи на един гребен вал, и осем парни водотръбни котела „Бабкок-Уилкокс“. Мощността на енергетичната установка съставлява 150 000 к.с. (110 МВт), позволяваща да се развие максимална скорост, равна на 33 възела (61 км/ч). Далечината на плаване на „Гуам“ съставлява 12 000 морски мили (22 200 км) на скорост 15 възела (28 км/ч).
Проектът предвижда разполагането на кораба на четири хидросамолета и двух хангара за тях. Пускът на хидросамолетите се осъществява от два катапулта.
Артилерийското въоръжение на крайцера се състои от девет 305-мм оръдия на главния калибър, разположени в три триоръдейни кули (две в носа и една на кърмата).
Универсалната артилерия на крайцера се състои от дванадесет 127-мм оръдия в шест двуоръдейни кули. Леката зенитна артилерия е: 56 40-мм „бофорса“ в четирицевни установки и 34 едностволни 20-мм „ерликона“.
Бронирането на кораба се състои от главен брониран пояс с дебелина 229 мм (9 дюйма), брониране на кулите на главния калибър, равно на 325 мм (12,8 дюйма). Главната бронева палуба има дебелина от 102 мм (4 дюйма).
„Гуам“ е заложен на 2 февруари 1942 в корабостроителницата New York Shipbuilding Corporation в Камдън, щата Ню Джърси. На 12 ноември 1943 г. линейният крайцер е спуснат на вода, а на 17 септември 1944 г. той влиза в строя на ВМС на САЩ. Строителството на „Гуам“ струва на американската хазна 67 053 828 щатски долара.
На 22 октомври корабът получава първите построени хидросамолети Curtiss SC Seahawk.

## История на службата
На 17 януари 1945 г. „Гуам“ напуска Филаделфия и се насочва към Панамския канал, малко преди това извършвайки пробно плаване до Тринидад. След минаването на канала крайцерът се насочва за Пърл Харбър за събиране с Тихоокеанския флот на САЩ, пристигайки на мястото на 8 февруари. В Пърл Харбър на крайцера се качва с визита министъра на военноморските сили на САЩ Джеймс Форестал. На 3 март крайцерът напуска Хавай и се насочва за атола Улити, където на 13 март се присъединява към еднотипния крайцер „USS Alaska (CB-1)“. Скоро „Гуам“, заедно с останалите кораби на Бързоходното авионосно ударно съединение (командващ – адмирал Редфорд), излизат в морето за нанасяне на удар по японските острови Кюшу и Шикоку. Съединението пристига към бреговете на Япония на 18 март и веднага е подложено на атаки на камикадзе и бомбардировачи. „Гуам“ е отделен за бойна охрана на силно повредения самолетоносач „Франклин“ (USS Franklin CV-13), за връщането му в базата. Операцията завършва на 22 март, след което „Гуам“ се връща в състава на авионосното съединение, където е придаден на 16-ти дивизион крайцери.
През нощта на 27 към 28 март „Гуам“ и другите крайцери на дивизиона провеждат бомбардировка на летището на остров Минамидайто. След бомбардировката „Гуам“ се връща към силите за прикритие на авионосните съединения, действащи в района на островите Рюкю, където се намира до 11 май, след което се насочва към атола Улити за попълване на запасите и ремонт. След това крайцерът се отправя за Окинава, където влиза в състава на Task Group 38.4 на 3-ти флот на САЩ. В задачите на „Гуам“ отново е осигуряване на противовъздушната отбрана на самолетоносачите, самолетите на които нанасят удари по остров Кюшу. На 9 юни „Гуам“ и „Аляска“ в течение на час и половина обстрелват остров Окидайто, след което отплават за Сан Педро, в залива Лейте, пристигайки там на 13 юни.
През юли „Гуам“ се връща в Окинава, където е назначен за флагмански кораб на Крайцерска оперативна група 95 (Cruiser Task Force 95). На 16 юли „Гуам“ и „Аляска“ се насочват на рейд по Източнокитайско и Жълто морета, с цел действия против японското корабоплаване. Постигайки само скромни успехи, крайцерите се връщат на разположение на флота на 23 юли. Тук те се присъединяват към големия рейд в устието на Яндзъ, осъществен със силите на три линейни кораба и три ескортни самолетоносача. Тази операция също има незначителен успех и на 7 август корабите се връщат на Окинава.
Скоро след завръщането си в Окинава „Гуам“ става флагмански кораб на Севернокитайското съединение (North China Force), в задачата на което влиза „демонстрация на флага“ в региона, включващ Циндао, Порт Артур и Далян.

### Следвоенна служба
На 8 септември 1945 г. „Гуам“ влиза в корейското пристанище Инчон, участвайки в окупацията на Корея. На 14 ноември крайцерът тръгва от Инчон и се насочва за Сан Франциско, имайки на борда американски войници, връщащи се в Съединените щати. На 3 декември крайцерт пристига там, а след два дена отплава за Байон, Ню Джърси, пристигайки там на 17 декември. В Бейон крайцера се намира до изваждането си в резерв, на 17 февруари 1947 г.
Впоследствие крайцерът е зачислен в Атлантическия резервен флот, в състава на който и се намира до изключването си от списъците на флота, на 1 юни 1960 г. На 24 май „Гуам“ е продаден за скрап за 423 076 щатски долара на балтиморската компания „Бостън Металс“. На 10 юли 1961 г. корабът е отбуксиран в корабостроителницата на компанията за разкомплектоване. Активната служба на крайцера съставя едва 29 месеца.

## Коментари
1. ↑  Всички данни са към момента на влизане в строй.
2. ↑  Буквите показват принадлежността към определен класː ВВ – линкор, СС, CL, СА – съответно линеен, лек или тежък крайцер, CV – самолетоносач, DD – разрушител, SS – подводница и т.н.